# Cratere Mena (Mercurio)
Mena  è un cratere sulla superficie di Mercurio.